# Litteris et Artibus

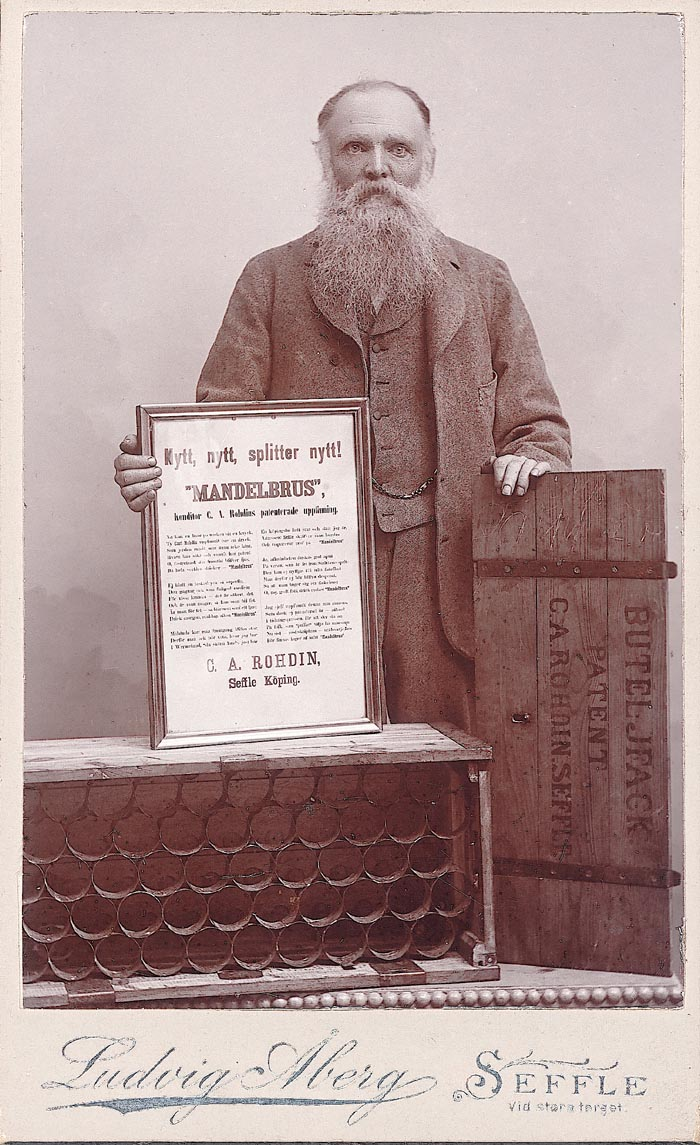
Carl Anders Rohdin, ein Konditor und Dichter, wurde 1860 als Erster mit der Medaille ausgezeichnet (hier auf einem Foto aus dem Jahr 1898)

Litteris et Artibus (deutsch „für Wissenschaft und Kunst“) ist eine schwedische königliche Medaille. Sie ist die höchste schwedische Auszeichnung auf dem Gebiet der Kunst und Literatur. Mit dieser Medaille werden Personen geehrt, die wichtige Beiträge auf kulturellem Gebiet, insbesondere in den Bereichen Musik, Schauspiel und Literatur, erbracht haben. Die Träger der Medaille müssen keine schwedischen Staatsbürger sein.

## Entstehung
Die Medaille wurde im Jahr 1853 vom damaligen schwedischen Kronprinzen Karl Ludvig Eugen Bernadotte, dem späteren König Karl XV. von Schweden gestiftet. Inspiriert wurde er hierzu durch die schon im Jahr 1841 vom dänischen König Christian VIII. gestiftete vergleichbare Medaille Ingenio et arti. Im Jahr 1860 wurde Litteris et Artibus erstmals vergeben.

## Material und Aussehen
Die Medaille Litteris et Artibus besteht im Inneren aus Silber und ist außen mit Gold überzogen. Am oberen Rand der Medaille sitzt eine goldene Krone. Die Medaille kann an einem zugehörigen blauen Band auf der Kleidung getragen werden.
Auf der Vorderseite der Medaille ist jeweils der amtierende schwedische König abgebildet, dessen Name in der oberen Hälfte der Medaille randlich aufgeführt wird. Auf der Rückseite werden die in der Mitte eingravierten lateinischen Worte "Litteris et Artibus" von einem oben offenen Lorbeerkranz umrahmt.

## Verleihung
Die Verleihung der Medaille Litteris et Artibus durch den schwedischen König Carl Gustav findet zweimal jährlich am Karlstag (28. Januar) und am Gustavstag (6. Juni) in Stockholm statt. Die Festlegung auf diese beiden Tage hängt direkt mit den Vornamen des amtierenden Königs zusammen.

## Träger der Medaille

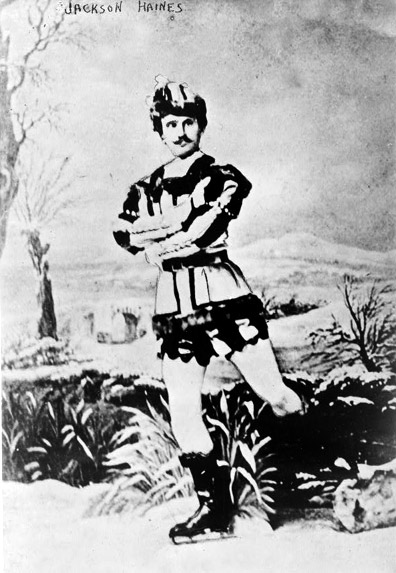
Der Eiskunstläufer Jackson Haines erhielt die schwedische Medaille „Litteris et Artibus“ im Jahr 1867

Während heute überwiegend Schauspieler, Schriftsteller, Sänger und Komponisten die Auszeichnung erhalten, wurden anfänglich auch Menschen mit herausragenden handwerklichen und künstlerischen Fähigkeiten mit der königlichen Medaille geehrt. Zu den ersten Trägern der Medaille gehörten der dichtende Konditor Carl Anders Rohdin (1860), die Münz- und Medaillengraveurin Lea Ahlborn (1863) und der deutschstämmige Buchbindermeister Franz Beck (1882). Auch der amerikanische Eiskunstläufer Jackson Haines, der Begründer des modernen Eiskunstlaufs, der den schwedischen König Karl XV. mit seinem Auftritt in Stockholm begeistert hatte, gehörte im Jahr 1867 zu den ersten Empfängern der Medaille Litteris et Artibus.

### Liste der Träger derLitteris et Artibus

#### 21. Jahrhundert
- 2021 – Daniel Johansson, Lena Philipsson, Magnus Uggla, Jill Johnson, Ulrika Wallenström[3]
- 2020 – Lisa Larsson, Gunilla Röör
- 2019 – Gunilla Bergström, Katarina Ewerlöf
- 2018 – Helen Sjöholm, Dan-Olof Stenlund, Iréne Theorin
- 2017 – Ann Hallenberg, Rolf Lassgård
- 2016 – Elin Rombo, Nils Landgren, Kerstin Avemo, Lars Lerin
- 2015 – Rigmor Gustafsson, Livia Millhagen, Ann Petrén, Jan Allan, Katarina Karnéus
- 2014 – Tomas von Brömssen, Pontus Gustafsson
- 2013 – Sven Wollter
- 2012 – Martin Fröst, Stefan Parkman, Claes Eriksson
- 2011 – Malena Ernman, Peter Mattei, Marie Richardson, Lena Willemark
- 2010 – Bodil Malmsten, Malin Hartelius, Helena Bergström, Gunilla Nyroos
- 2009 – Roy Andersson, Björn Gustafson
- 2008 – Lars Norén, Nina Stemme
- 2007 – Carola Häggkvist, Göran Söllscher, Katarina Frostenson, Viveca Lärn
- 2006 – Henning Mankell, Bobo Stenson, Lars Gustafsson, Nils Lindberg, Monica Nielsen, Inger Sandberg, Lasse Sandberg
- 2005 – Eva Ström, Gunnel Vallquist, Jan Troell, Per Wästberg, Peter Jablonski, Putte Wickman
- 2004 – Birgitta Trotzig, Christian Lindberg, Hillevi Martinpelto, Knut Ahnlund, Lena Nyman, Bengt Emil Johnson
- 2003 – Marie Fredriksson, Håkan Hardenberger, Karin Rehnqvist, Kristina Lugn, Lars Amble, Leif Zern
- 2002 – Arne Domnérus, Lena Endre, Pernilla August, Sven-Bertil Taube, Torgny Lindgren, Elsie Johansson, Jan Sandström
- 2001 – Kim Anderzon, Majgull Axelsson, Mats Ek, Staffan Valdemar Holm

#### 20. Jahrhundert
- 2000 – Björn Granath, Krister Henriksson, Maria Gripe, Per Olov Enquist,  Sigrid Kahle[3]
- 1999 – Björn Ulvaeus, Agneta Pleijel, Anne Sofie von Otter, Lennart Hellsing, Marie Göranzon, Stina Ekblad, Willy Kyrklund
- 1998 – Kerstin Ekman, Gerda Antti, Gustaf Sjökvist, Georg Riedel
- 1997 – Bo Widerberg, Göran Tunström, Sara Lidman
- 1996 – Esa-Pekka Salonen, P. C. Jersild, Per Anders Fogelström
- 1995 – Daniel Börtz, Lennart Hjulström, Gunnar Brusewitz
- 1994 – Sven-David Sandström
- 1993 – Gösta Winbergh, Håkan Hagegård, Lars Forssell, Bedřich Janáček
- 1992 – Börje Ahlstedt, Harriet Andersson, Tomas Tranströmer
- 1990 – Sven Delblanc, Arnold Östman
- 1989 – Bibi Andersson, Frans Helmerson, Barbro Hiort af Ornäs
- 1988 – Gunnel Lindblom
- 1987 – Nils Poppe, Gunnar Bucht, Artur Lundkvist
- 1986 – Bengt Hambraeus, Jan Malmsjö, Sif Ruud
- 1982 – Götz Friedrich, Ernst-Hugo Järegård, Sigge Fürst, Jarl Kulle
- 1981 – Tage Danielsson, Hans Alfredson, Allan Edwall
- 1980 – Erik Bruhn, Sven-Erik Bäck, Ralph Erskine, Gotthard Arnér
- 1979 – Anders Ek, Gunn Wållgren, Anita Björk, Herbert Blomstedt, Ingvar Lidholm, Erland von Koch
- 1978 – Povel Ramel, Gunnar de Frumerie, Dag Wirén, Käbi Laretei, Ingvar Wixell,  Max von Sydow
- 1977 – Birgit Cullberg, Lars-Erik Larsson, Hans Leygraf, Allan Pettersson, Bengt Hallberg, Alf Henrikson
- 1975 – Margaretha Krook, Astrid Lindgren, Erik Saedén
- 1973 – Erland Josephson
- 1969 – Eric Ericson, Elisabeth Söderström
- 1968 – Nicolai Gedda
- 1960 – Birgit Nilsson
- 1957 – Set Svanholm
- 1952 – Marian Anderson
- 1937 – Greta Garbo[4]
- 1933 – Johannes Rudbeck
- 1927 – Ruben Liljefors
- 1926 – Carl Malmsten
- 1921 – Adam Lewenhaupt, Lotten Dahlgren
- 1920 – Wilhelm Kempff
- 1919 – Wilhelmina von Hallwyl
- 1916 – Hugo Alfvén, Carl Boberg
- 1915 – Ida Falbe-Hansen
- 1914 – Alice Tegnér
- 1907 – Armas Järnefelt
- 1906 – Hilda Borgström
- 1902 – Ambrosia Tønnesen

#### 19. Jahrhundert
- 1900 – Adelina Patti
- 1891 – Agi Lindegren
- 1882 – Franz Beck
- 1877 – Ernst Kaps
- 1876 – Gabriel Anrep
- 1874 – Béla Kéler
- 1871 – Henriette Nissen-Saloman
- 1868 – August Melcher Myrberg
- 1867 – Jackson Haines
- 1863 – Lea Ahlborn
- 1860 – Carl Anders Rohdin
- ? - Agnes Kayser-Langerhannß